# Storta (vetreria)

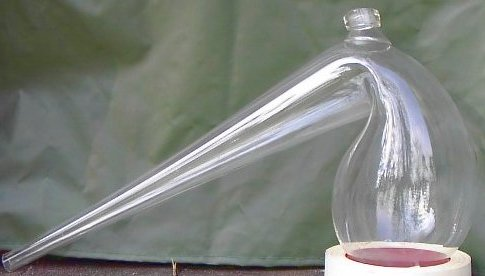
Una storta.

In un laboratorio di chimica, una storta è un oggetto di vetreria utilizzato per la distillazione di liquidi. Consiste di un contenitore sferico con un lungo collo piegato verso il basso. Il liquido da distillare viene sistemato nel contenitore e scaldato. Il collo agisce da condensatore, permettendo ai vapori di condensare e fluire, lungo il collo stesso, in un contenitore posizionato ad un livello inferiore.
Nell'industria chimica, una storta è un recipiente a tenuta d'aria in cui le sostanze vengono scaldate nel corso di reazioni chimiche che forniscono prodotti gassosi da raccogliere in un apposito contenitore per successivi trattamenti. Tali storte di tipo industriale sono usate nell'estrazione degli scisti bituminosi e nella produzione di carbone vegetale.
Nell'industria alimentare, le pentole a pressione sono spesso chiamate storte, intendendosi "storte di inscatolamento".

## Storia
Le storte erano largamente impiegate dagli alchimisti, e immagini di storte compaiono in molti disegni e schizzi dei loro laboratori. Prima dell'avvento dei moderni condensatori, le storte erano usate da molti importanti chimici come Jabir ibn Hayyan (Geber), Antoine Lavoisier e Jöns Berzelius.

## Ruolo in chimica analitica
In laboratorio, a causa dei miglioramenti tecnologici, specialmente per l'invenzione del refrigerante di Liebig, le storte sono diventate obsolete. In ogni caso, in alcune tecniche di laboratorio che coinvolgono la semplice distillazione e non richiedono strumentazione sofisticata si può utilizzare la storta come sostituto di un apparato di distillazione più complesso.